# Heinrich Bärmann

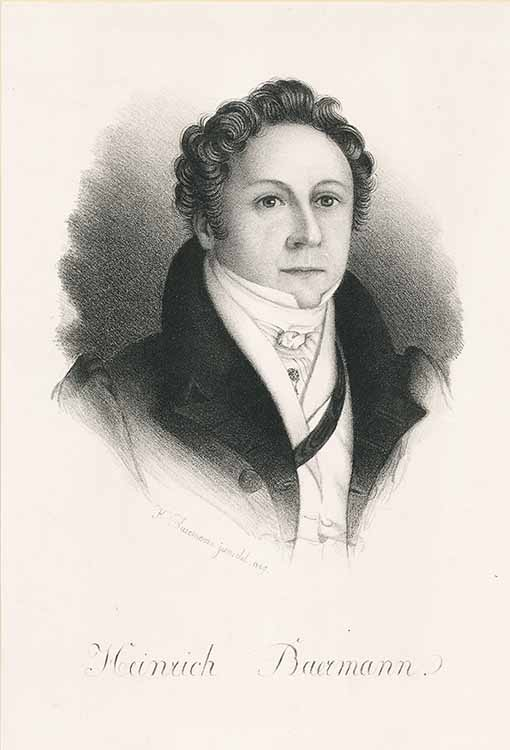
Heinrich Joseph Baermann

Heinrich Joseph Bärmann (también escrito como Baermann) (Potsdam, 14 de febrero de 1784 - Múnich, 11 de junio de 1847) fue un virtuoso clarinetista del romanticismo musical, que generalmente se considera no sólo como excelente intérprete sino también como fuerte influencia para muchos compositores del momento.
Baermann nació en Potsdam. En su juventud, tomó lecciones de Joseph Beer (1744-1811) en la escuela militar de Potsdam. Después de llamar la atención de la corte de Berlín por su destreza. En 1804, el príncipe Louis Ferdinand de Prusia lo apoyó para que siguiera su formación en Berlín bajo la guía de Franz Tausch (1762-1817). Tocó en la orquesta de la corte de Munich desde 1807 hasta su retiro en 1834, cuando su hijo Carl Baermann lo sucedió.
Paralelo al ascenso de Baermann, el clarinete como instrumento estaba experimentando una serie de desarrollos en construcción clave y embocadura que permitían una mayor agilidad y flexibilidad en la interpretación. La costumbre creciente era tocar con la lengüeta en el labio inferior, como se hace hoy en día, a diferencia de con el labio superior como lo había sido el estilo predominante anterior. Baermann era un exponente de este nuevo estilo de interpretación y poseía un instrumento moderno hecho por Griesling & Schlott que le permitía reproducir pasajes cromáticos con mucha mayor facilidad que los instrumentos tradicionales de 5 teclas. Se dice que tuvo un gran rango dinámico. [1]
Numerosos compositores escribieron para Baermann, quien indudablemente tuvo una gran influencia en el repertorio romántico de clarinete. Junto con compositores menos conocidos como Franz Danzi y Peter von Lindpaintner, Baermann recibió obras de Felix Mendelssohn, Carl Maria von Weber y Giacomo Meyerbeer. Mendelssohn más notablemente escribió los dos Konzertstücke, Opp. 113, 114 (Piezas de concierto) para Baermann y su hijo Carl para tocar juntos; Meyerbeer escribió un quinteto (1812) y conciertos, y Weber produjo numerosas obras que incluyen dos conciertos (Op. 73 y Op. 74), un quinteto (Op. 34), Concertino, Op. Cit. 26 y las Variaciones de Sylvana, Op. 33, pero no el Gran Dúo Concertante (Op. 48). [2]
Al igual que muchos otros virtuosos de la época, Baermann probó suerte con su mano al componer para su instrumento. Entre otras obras, escribió un septeto en mi bemol mayor, op. 23, para clarinete, cuarteto de cuerdas y dos cuernos ad libitum. El movimiento Adagio de este septeto ha recibido varias grabaciones como una pieza independiente, aunque durante muchos años fue atribuido erróneamente a Richard Wagner. [3]
Baermann murió en Múnich, a los 63 años.